# Risingson
Singles de Massive Attack
Karmacoma
(1995) Teardrop
(1998)
Risingson est une chanson du groupe britannique de trip hop Massive Attack, sortie en single le 7 juillet 1997 chez Virgin Records. Il s'agit du premier single de leur troisième album, Mezzanine, sorti en 1998, et leur huitième single au total.

## Composition
Le single contient un échantillon de I Found a Reason, une chanson du Velvet Underground. 

## Réception
John Bush de AllMusic décrit la chanson comme « un morceau dense et sombre de Massive Attack (à la production comme au chant), avec une quantité impressionnante d'effets dubby et de réverbération ». Kevin Courtney du Irish Times décrit Risingson comme « une forêt sombre et profonde, avec des chants de 3D et Daddy G, et des mixages supplémentaires de Darren Emerson d'Underworld »".
Le magazine britannique Music Week lui attribue une note de quatre sur cinq, ajoutant « Une ambiance morose et sombre avec une basse rugissante et des textes rugueux qui suggèrent une approche plus sombre pour le troisième album du trio de Bristol ».

## Personnel
Crédits issus de Genius :

### Producteurs
- Robert Del Naja ;
- Grantley Marshall ;
- Andrew Vowles ;
- Neil Davidge ;
- Neil Fraser ;
- Trevor Jackson.

### Équipe d'enregistrement
- Lee Shephard - ingénieur du son (Massive Attack et Christchurch Studios ;
- Mark « Spike » Stent - mixage ;
- Jan “Stan” Kybert et Paul Walton  : assistants mixage ;
- Tim Young : montage, ingénieur.

## Classements
| Chart (1997)                           | Peak position |
| -------------------------------------- | ------------- |
| Belgique (Ultratop 50 Singles Flandre) | 43            |
| Finlande (Suomen virallinen lista)     | 13            |
| Norvège (VG-lista)                     | 20            |
| Nouvelle-Zélande (Recorded Music NZ)   | 30            |
| UK Singles (OCC)                       | 11            |
| Suède (Sverigetopplistan)              | 17            |